# 訃報 1969年2月
訃報 1969年2月（ふほう 1969ねん2がつ）では、1969年（昭和44年）2月中に物故した、又は物故が報じられた人物についてまとめる。

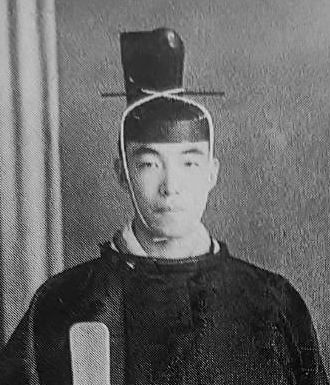
盛厚王 /2月1日没

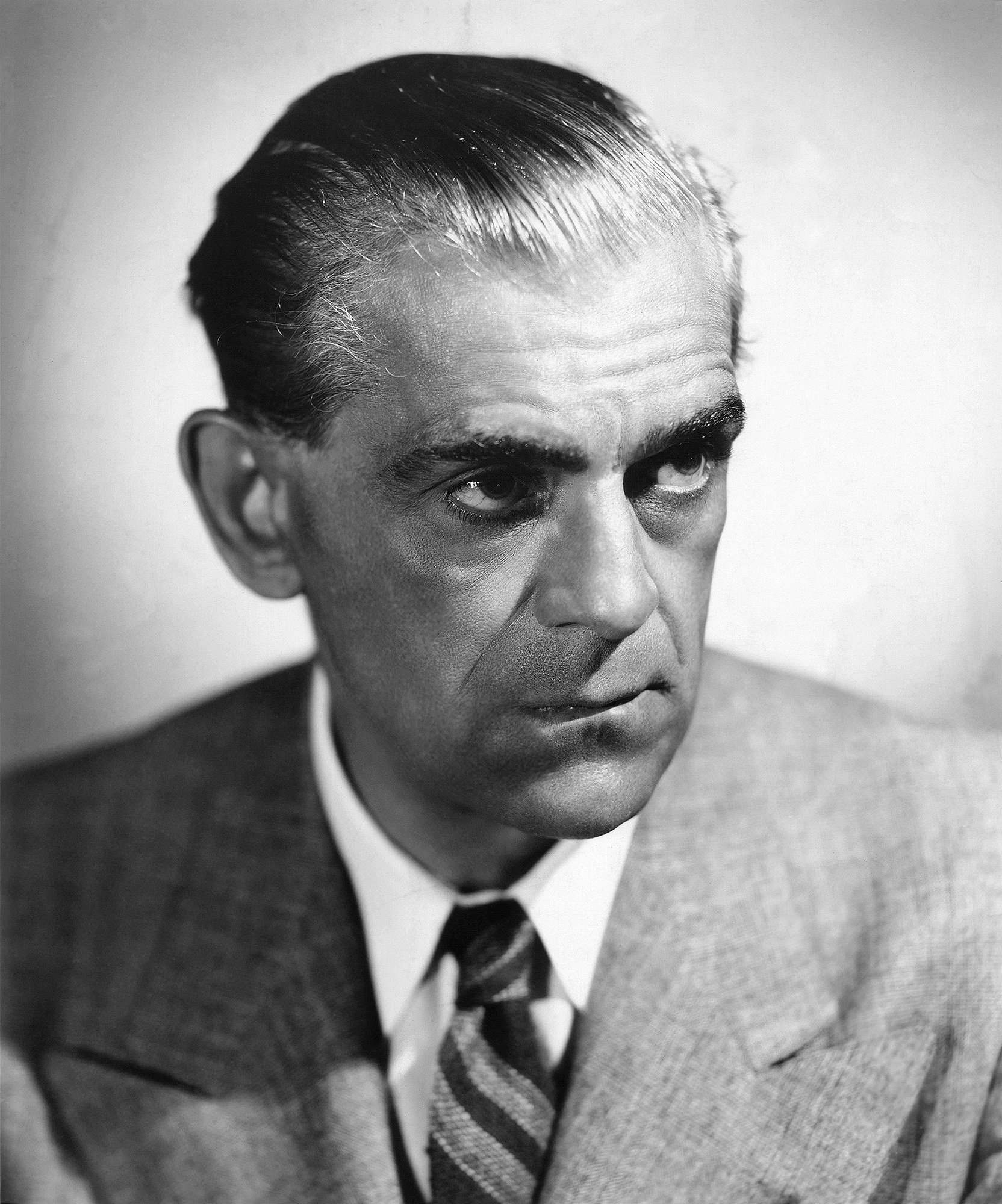
ボリス・カーロフ /2月2日没

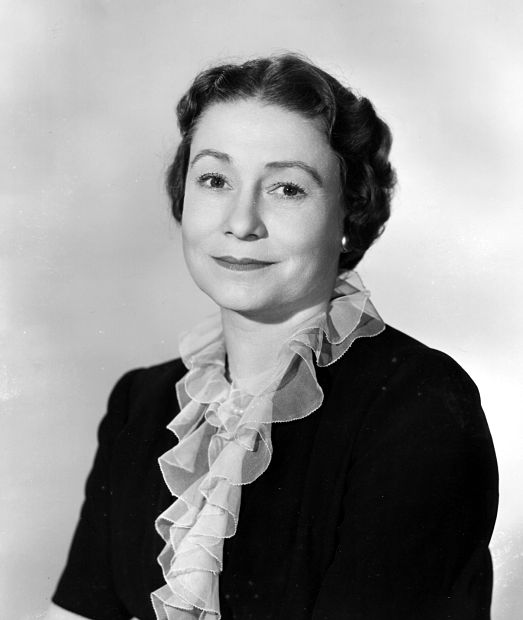
セルマ・リッター /2月5日没

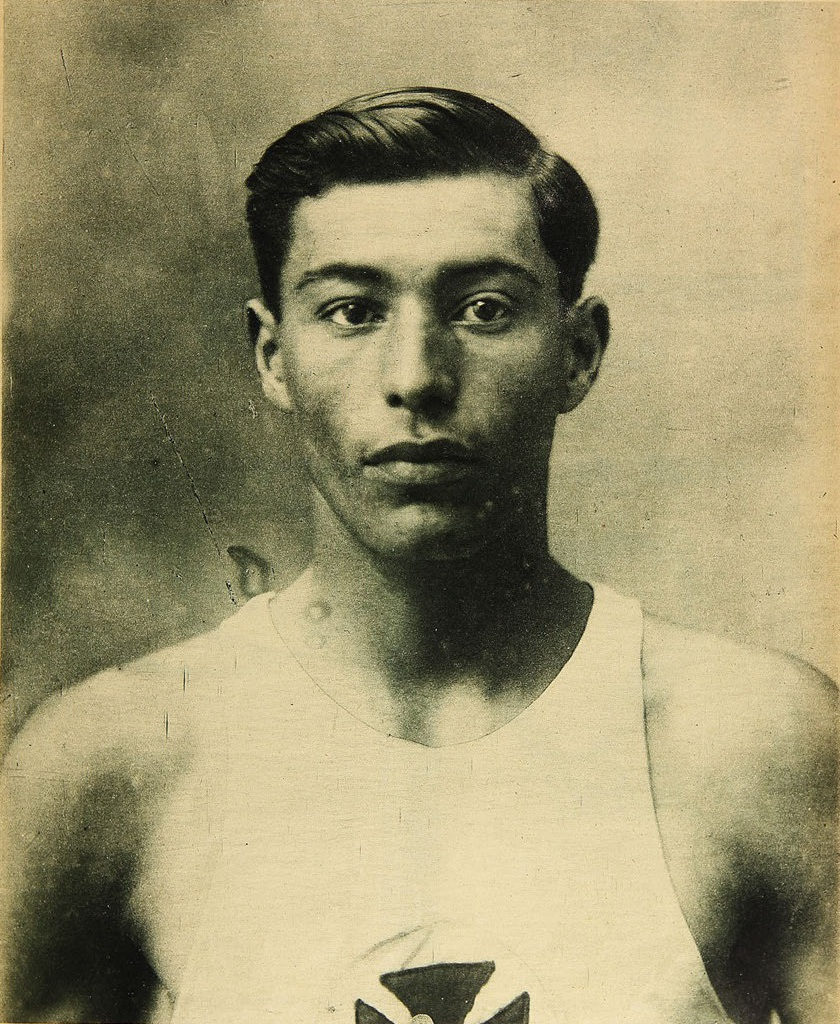
マヌエル・プラサ /2月9日没

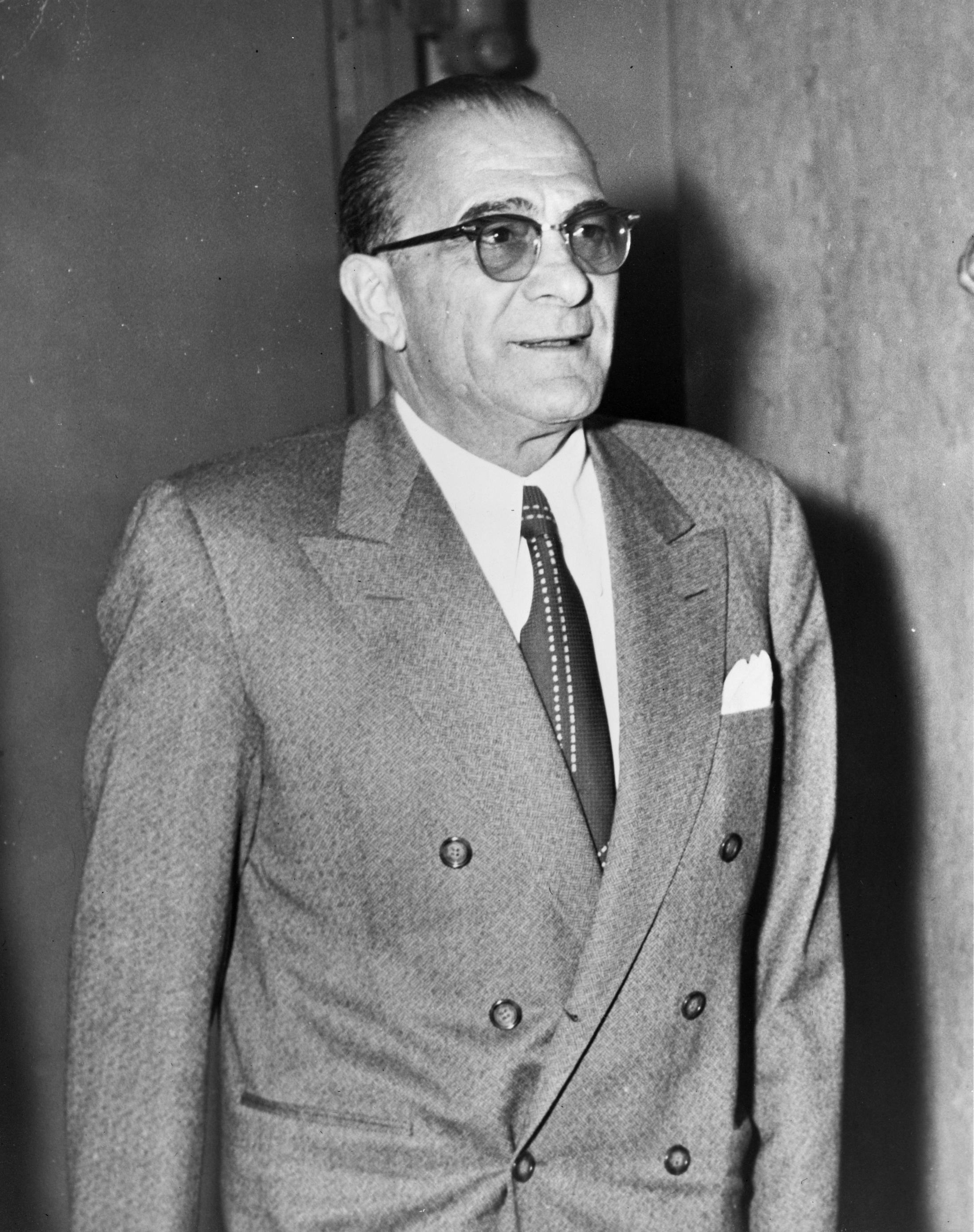
ヴィト・ジェノヴェーゼ /2月14日没

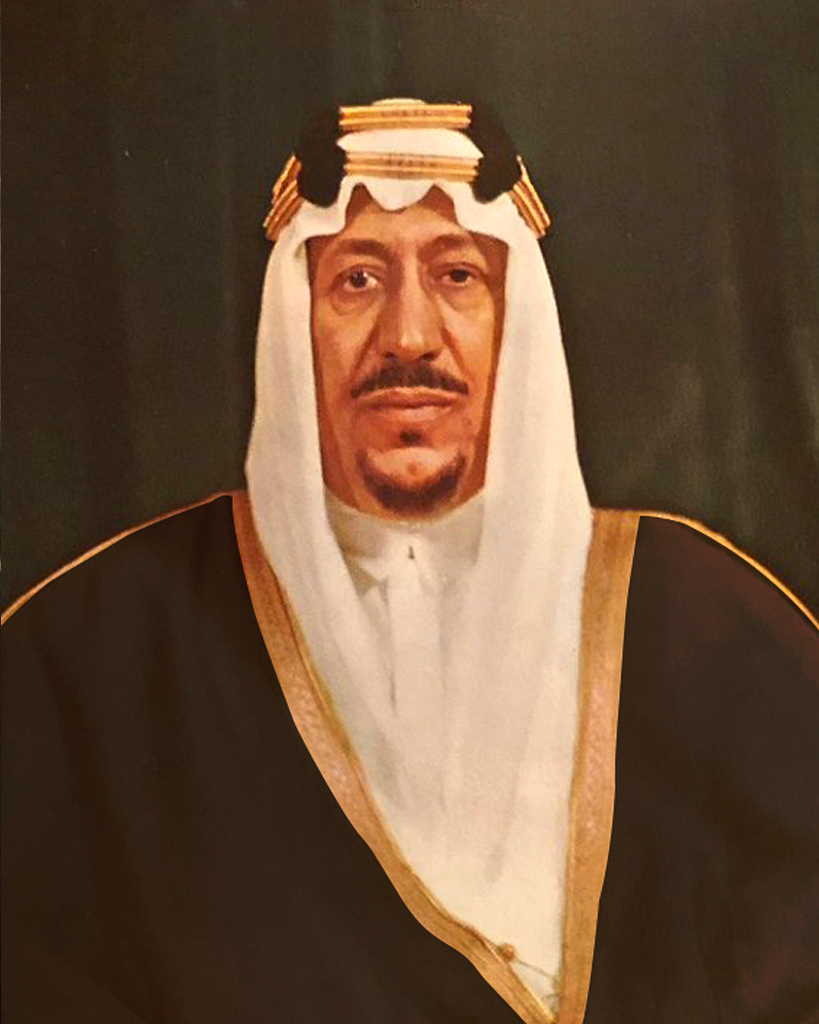
サウード・ビン・アブドゥルアズィーズ /2月23日没

## （1日 - 15日）
- 2月1日 - 中村順造、労働運動家、政治家、参議院議員（* 1910年）
- 2月1日 - 福島小蕾、俳人、神職（* 1891年）
- 2月1日 - 盛厚王、旧皇族、東久邇宮稔彦王第1王子、陸軍軍人（* 1916年）
- 2月2日 - 倉田太一、柔道家（* 1892年）
- 2月2日 - 高橋義次、政治家、衆議院議員、弁護士（* 1882年）
- 2月2日 - ジョヴァンニ・マルティネッリ、イタリアのテノール歌手（* 1885年）
- 2月2日 - ユジーン・ドゥーマン、駐日アメリカ合衆国大使館の参事官（* 1890年）
- 2月2日 - ボリス・カーロフ、アメリカ合衆国の俳優（* 1887年）
- 2月3日 - 酒井利雄、実業家、政治家、元衆議院議員、元参議院議員（* 1891年）
- 2月3日 - 宍戸左行、漫画家（* 1888年)
- 2月3日 - エドゥアルド・モンドラーネ、モザンビークの独立指導者、モザンビーク解放戦線初代書記長（* 1920年）
- 2月3日 - 白蕉（中国語版）、中国の書道家、画家、篆刻家（* 1907年)
- 2月3日 - 熊慶来（中国語版）、中国の数学者（* 1893年)
- 2月5日 - 田中豊、大蔵官僚、実業家（* 1898年)
- 2月5日 - 寺沢寛一、理論物理学者、数学者（* 1882年）
- 2月5日 - 友田二郎、外交官（* 1891年）
- 2月5日 - セルマ・リッター、アメリカ合衆国の女優（* 1902年）
- 2月6日 - Y・フランク・フリーマン、アメリカ合衆国の映画人、パラマウント映画の役員（* 1881年）
- 2月7日 - 松島肇、政治家、衆議院議員、実業家（* 1881年）
- 2月7日 - ハンス・ラーデマッヘル、ドイツ出身のアメリカ人の数学者（* 1892年）
- 2月9日 - マーティ・サーボ、アメリカ合衆国のプロボクサー（* 1919年）
- 2月9日 - 中井金三、洋画家、教員（* 1883年）
- 2月9日 - マヌエル・プラサ、チリの陸上競技選手（* 1900年）
- 2月10日 - 伊藤観魚、俳人（* 1877年）
- 2月10日 - 小林米三、元京阪神急行電鉄社長、元宝塚歌劇団理事長（* 1909年）
- 2月10日 - 橋浦時雄、社会運動家（* 1891年）
- 2月11日 - 江藤小三郎、思想家、社会運動家、陸上自衛官（* 1945年）
- 2月12日 - 木村惇、政治家、内務・外務官僚、外交官、元京都府知事（* 1891年）
- 2月12日 - 福澤幸雄、レーシングドライバー、実業家（* 1943年）
- 2月13日 - 倉林公任、軍人（* 1886年）
- 2月14日 - 北畠教真、浄土真宗本願寺派の僧侶、政治家、参議院議員（* 1904年）
- 2月14日 - ヴィト・ジェノヴェーゼ、アメリカ合衆国のマフィア（* 1897年）
- 2月14日 - 田中良雄、オペラ研究家（* 1912年）
- 2月15日 - 李文源、大韓民国の教員、実業家、政治家（* 1907年）
- 2月15日 - ピー・ウィー・ラッセル、アメリカ合衆国のジャズ・クラリネット奏者（* 1906年）
- 2月15日 - 謝霖（中国語版）、中国初の公認会計士（* 1885年）

## （16日 - 28日）
- 2月18日 - ギーゼラ・アーレント、ドイツの競泳選手（* 1918年）
- 2月18日 - 今井茂右衛門、実業家、元甲府市長（* 1884年）
- 2月18日 - ドラギシャ・ツヴェトコヴィッチ（英語版）、ユーゴスラビアの政治家、元ユーゴスラビア首相（* 1893年）
- 2月18日 - 孟憲民（中国語版）、中華人民共和国の地質学者（* 1900年）
- 2月19日 - ドク・ホワイト、アメリカ合衆国の野球選手（* 1879年）
- 2月20日 - エルネスト・アンセルメ、スイスの指揮者、数学者（* 1883年）
- 2月21日 - 市川百十郎、歌舞伎役者、旅芸人（* 1882年）
- 2月21日 - イツィク・マンゲル、ポーランドのイディッシュ語作家（* 1901年）
- 2月21日 - 原阿佐緒、歌人（* 1888年）
- 2月21日 - 馬公愚（中国語版）、中華人民共和国の画家、書道家、篆刻家（* 1890年）
- 2月22日 - 近藤茂吉、登山家、貿易商（* 1883年）
- 2月22日 - 森喜平、政治家、元根上町長、森喜朗の祖父（* 1875年）
- 2月23日 - サウード・ビン・アブドゥルアズィーズ、第2代サウジアラビア国王（* 1902年）
- 2月23日 - コンスタンティン・シルヴェストリ、ルーマニアの指揮者、作曲家（* 1913年）
- 2月23日 - 張君勱、中華民国の政治家、ジャーナリスト、教育者、哲学者（* 1887年）
- 2月23日 - バブルス・ハーグレイブ、アメリカ合衆国のプロ野球選手（* 1892年）
- 2月23日 - 福井浩太郎、軍人（* 1887年）
- 2月23日 - ヨーゼフ・メスナー、オーストリアの作曲家、オルガニスト（* 1893年）
- 2月23日 - マドゥバラ（英語版）、インドの女優（* 1933年）
- 2月24日 - 徐祖国（中国語版）、中華民国のサッカー選手（* 1919年）
- 2月25日 - 宋子安、中華人民共和国の銀行家、実業家（* 1906年）
- 2月25日 - 目賀田綱美、日本におけるタンゴの紹介者（* 1896年）
- 2月26日 - アロイス・ヴァイス、ドイツの死刑執行人（* 1906年）
- 2月26日 - 知花朝信、空手家、小林流の開祖（* 1885年）
- 2月26日 - カール・ヤスパース、ドイツの哲学者、精神科医、実存主義哲学の代表的論者（* 1883年）
- 2月26日 - レヴィ・エシュコル、イスラエルの政治家、元イスラエル首相（* 1895年）
- 2月27日 - 神田純一、朝鮮総督府・内務官僚、実業家（* 1885年）
- 2月27日 - 藤江恵輔、陸軍軍人（* 1885年）
- 2月28日 - 桜井正寅、ドイツ文学者（* 1914年）
- 2月28日 - 10代 佐藤喜八郎、洋画家、実業家、政治家、衆議院議員（* 1891年）